# Anaprostocetus
Anaprostocetus (лат.) — род мелких хальциноидных наездников из подсемейства Tetrastichinae (Eulophidae).

## Описание
Мелкие наездники-эвлофиды, длина 1-2 мм. Задние тазики с отчётливым килем, идущем по всей длине дорсального края. Проподеум с изогнутыми околодыхальцевыми килями. Тело металлически блестящее голубовато-зелёное.
Передние крылья без постмаргинальной жилки. Щит среднеспинки как правило имеет срединную продольную линию. Жвалы 3-зубчатые. Усики 12-члениковые (булава из 3 члеников, жгутик из 3 сегментов, аннелюс из 2-4 сегментов). Нижнечелюстные и нижнегубные щупики состоят из 1 членика. Паразитируют на насекомых (пилильщики, Hymenoptera). Индия, Турция, США.
- Anaprostocetus acuminatus (Ratzeburg, 1848)
- Anaprostocetus ankarensis Gençer, 2010
- Anaprostocetus areos Narendran & Fousi, 2005
- Anaprostocetus cenxiensis Sheng, 1995
- Anaprostocetus dehraensis Graham, 1987
- Anaprostocetus keralicus Narendran & Girish Kumar, 2005
- Anaprostocetus sringeriensis Narendran & Santhosh, 2005